# Nyarubabi
Nyarubabi är ett periodiskt vattendrag i Burundi.   Det ligger i provinsen Makamba, i den södra delen av landet, 120 km sydost om huvudstaden Bujumbura.
I omgivningarna runt Nyarubabi växer huvudsakligen savannskog. Runt Nyarubabi är det ganska tätbefolkat, med 80 invånare per kvadratkilometer.